# ダイカスケール

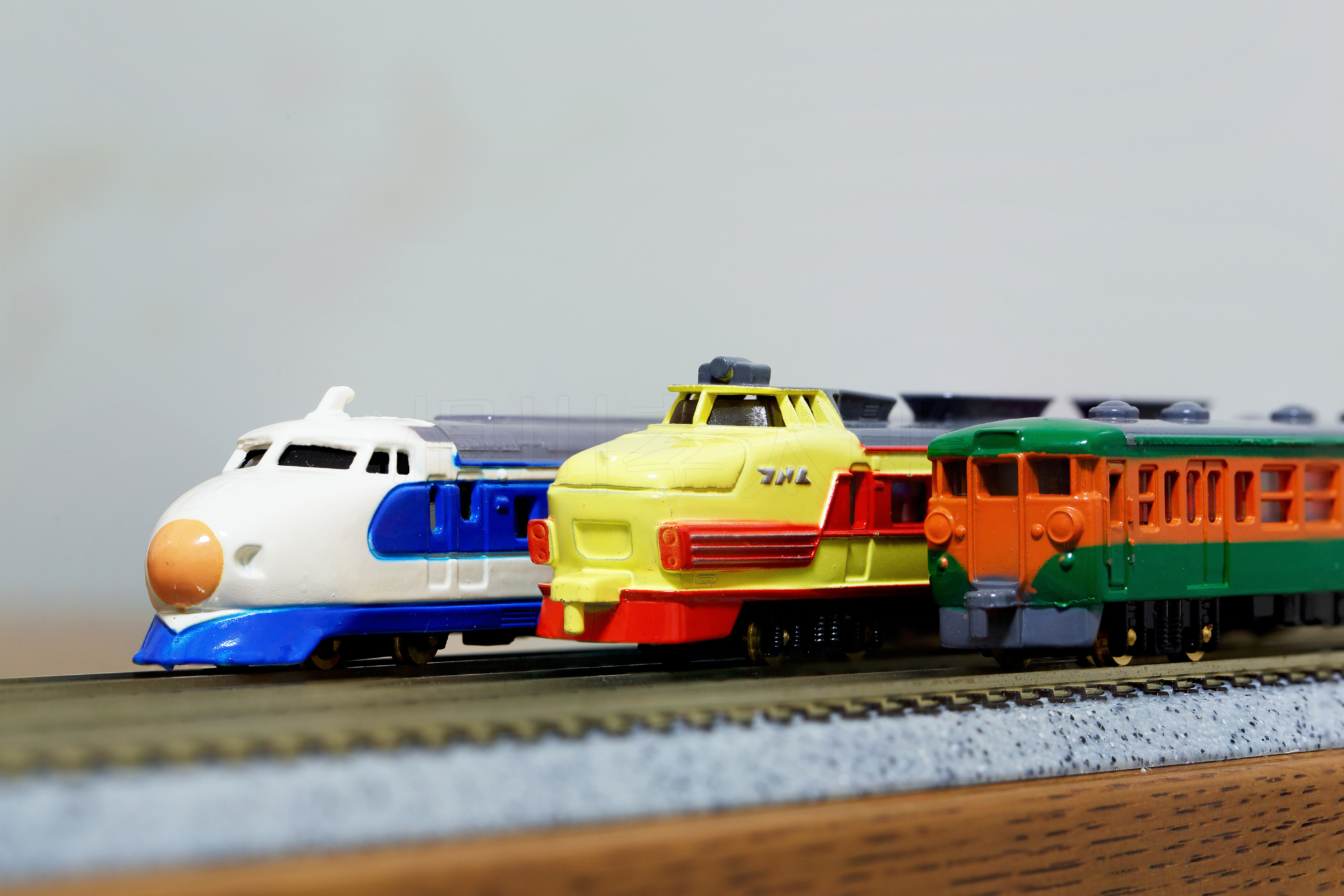
ダイカスケール 電車シリーズ
左から0系新幹線、485系ボンネット車、111系近郊電車

ダイカスケール (Diecascale) は、株式会社錦（にしき）が製造・販売するダイカスト製玩具のブランド名である。名称はダイカストとスケールモデルを合わせた造語。本項では製造・販売会社についても記述する。
1970年代から存在するブランドである。鉄道車両のモデルも存在するが、バスのラインナップが非常に充実している点で特筆される。実在するバス事業者名とその塗装を再現した路線バスのミニカーシリーズとしては、日本国内では最初期のものである。「バスシリーズ」では北海道から沖縄まで日本全国のバス事業者を網羅している。

## 製造・販売会社
ダイカスケールの製造・販売は、当初は株式会社ウッド（本社：東京都台東区今戸2丁目6-3）が行っていた。
その後、1984年に株式会社ニシキ（のち株式会社錦）が業務を引き継ぎ、2014年に株式会社錦は30周年を迎えた。当初は東京都葛飾区水元に本社を置いていたが、1990年代末に工場のある埼玉県吉川市へ移転した。
2015年7月1日、株式会社錦の指定販売代理店として株式会社ダイカスケールが設立された。業務内容は「ミニチュアモデルカーの製造、卸売・小売」とされている。所在地は東京都昭島市。

## 販売形態
かつては多くの百貨店、玩具店、駅の売店などで販売されていたが、近年では販売店舗は減少している。百貨店や玩具店では、トミカと同様の専用ディスプレイケースを用いて陳列販売されており、駅売店では吊り下げ式の什器で販売されていた。
公式サイトには取扱店舗一覧が掲載されているが、流通形態の関係からすべての店舗が掲載されているわけではない。首都圏では鉄道博物館、横浜市電保存館、東武博物館、東武動物公園、青梅鉄道公園など、鉄道関連の博物館や施設でも取り扱いがある。
かつては公式通販サイトとして「ダイカスケール ネットショップ」が存在した。2016年4月15日、横浜市中区山下町の横浜中華街・山下町公園内に公式ショップ「ダイカスケールSHOP横浜」がオープンした。2021年現在は、山下町134の「HAPPY CLOVER」店内「電車ごっこ横浜」でダイカスケール製品を販売している。
鉄道模型メーカーのグリーンマックス直営店「グリーンマックス・ザ・ストア」の実店舗およびオンラインショップ「グリーンマックス・ザ・ストアWEB」など、鉄道模型店での取り扱いも一部ある。
またバスシリーズについては後述のとおり、バス事業者によりイベントや通販などで販売される場合もある。

## 電車シリーズ

### 概要
2016年現在も全製品が日本国内で生産されており、金属製のため重厚感がある。「電車シリーズ」ではあるものの、気動車（キハ181）や電気機関車（EF58）も存在する。
表記上の縮尺は1/180（都営12号線のみ1/100）とされるが、多くの製品でシャーシを共用する関係で縮尺は正確ではなく、基本的に長さが13cm程度で高さと幅は各3cm程度とNゲージ車両より幾分小さい。
車輪のゲージが9mmであるためNゲージ用の線路に載せることもできるが、固定式の台車で首は振らず曲線に置くことは不可能である。また、それ以上に注意すべき点として非絶縁車輪である点が挙げられ、通電した線路に乗せた場合は電源系統をショートさせ大変危険である。
ラインナップの大半は私鉄電車も含めて、単に103系や111系等を塗り替えたものであるが、近年ではWIN350や都営大江戸線など新規金型を用いた製品も登場しており、特注品ではゆりかもめの車両も存在する。
2010年以降に製造された製品は、梱包の台紙部分に"MADE IN JAPAN"の標記が追加され、安全に関するSTマークや対象年齢6歳以上（当初は2歳以上）の表示も追加された。

### ディティール

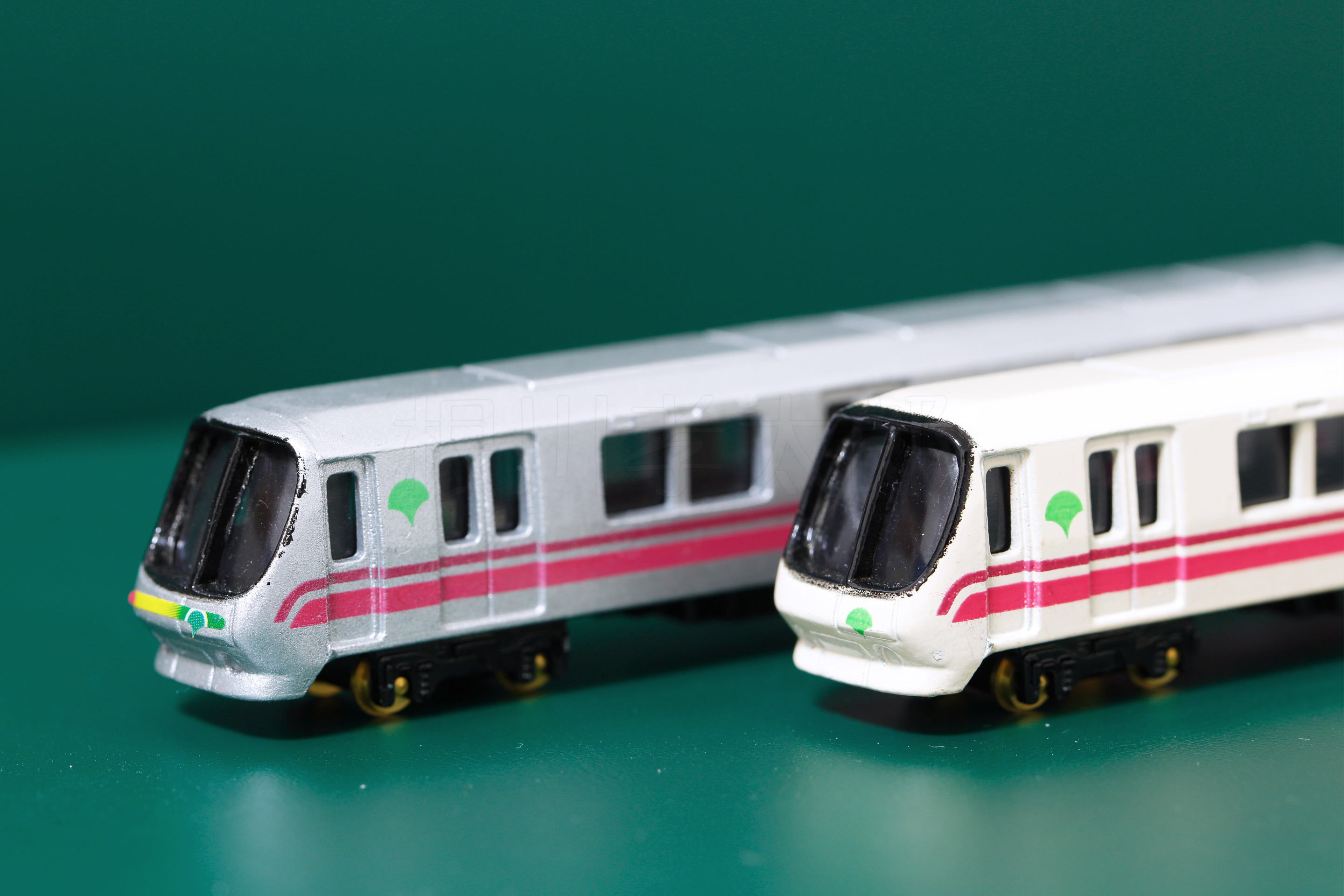
都営地下鉄12-000形電車の色違い（手前の白が実車ベース）

「精密」と謳われている通り比較的凝ったディティールを用いているが、前述したST基準に適合させ児童が遊ぶ際の安全性に配慮して、アンテナやパンタグラフを主とする屋根周りや、車輪のフランジや床下機器などの鋭利な箇所は極力簡略化されている。
103系の屋根は当初は非冷房車でクーラーの表現は無かったが、後に集中クーラーのモールドが追加されている。また近年はヘッドライト、前面窓の柱やグローブベンチレーターのモールドが削除された。
塗装については、かつては個体差が顕著であったが近年は改善されており、ライト部の色差しや車体色の変更といった改良もされている。一例をあげると0系の塗装色が国鉄時代のアイボリーホワイトからJR化後のオイスターホワイトに、103系ベースの車体にE231系近郊形風の塗装を施すなどである。
なお、水性塗料で塗装されているらしく、汗ばんだ手などで触ると色が手に移ったり指紋が付いたりする。このため、玩具というよりディスプレイモデルという傾向が強い。

### 主なラインナップ
前述のようにひとつの金型から多数のカラーバリエーションを出しているが、その形式専用の型を使っているものもある。ここでは現行製品のうち専用金型を使った車種を挙げる。
| - EF58 - 103系 - 111系 - 581系 - 485系 - 185系 - キハ181系 - 新幹線ひかり号 - 東北・上越新幹線 - ニューひかり号 | - 旧レッドアロー - スペーシア号 - 都営大江戸線（初期車） - 2代目スカイライナー - 新幹線のぞみ号 - ウイン350新幹線 - 新幹線のぞみスーパー |

### 梱包と価格
近年は、トレーン社のNゲージダイキャストスケールモデルに押され、販売店舗は減少しているようである。
梱包形態は、初期は紙箱・発泡スチロール製の中敷であったが後に変更され、中敷がプラスチック製のブリスターパック整形となった。近年の生産品は箱ではなく台紙にブリスターをはめ込んだ形態であるが、WIN350など製品段階で入りきらない製品は、ブリスターの変形を伴いつつ無理やり押し込んである。
価格は初期より500円（税別）と低価格であったが、2018年現在は600円である。

### 景品
製品に1枚付いている応募券20枚を集めて送ると、特製の新幹線と交換できる。景品は新幹線500系電車で、色指定可能だが一色である（2009年9月現在）。

## バスシリーズ

### 概要
漠然としたバス一般を模した玩具ではなく、実在のバス事業者名と塗装を再現した路線バスのミニカーシリーズとしては、日本国内では最初期のものである。
ダイカスト（金属精密鋳造技術）製で重厚感がある。初期はシャシーまでダイカスト製であったが、途中からシャシーはプラスチック製に変更されている。縮尺は1/100である。
車体の形状は、前中扉の路線タイプと、前扉の観光タイプの2種類である。
路線車は日野自動車のRE型のモノコックボディで、初期のダイカスト製シャシーには「1/100」のスケール表記とともに、「Hino」旧ロゴと「RE120」の表記が存在していたが、プラスチック製シャーシに変更される際に省略された。また前面には日野自動車のウイングマークのモールドが再現されていたが、近年の製品では削除されている。
観光タイプの車体は1980年代に金型が改修され、スケルトンタイプ風の前面形状に変更された。さらにその後、富士重工製R3型ボディを模したと思われるものに変更されている。また富士重工製R3型ボディをベースに、日野・セレガ (2代目) 風のディテールを追加したものも存在する。
また二階建てバスシリーズには、ネオプランやドレクメーラーを模したと思われるもの、日産ディーゼル・スペースドリームを模したと思われるものが存在する。

### ディティール
初期のシャシーがダイカスト製であった頃は、路線タイプの側面にスピーカーのグリルや広告枠の表現が存在したが、プラスチックシャシーに変更された際に省略されている。
塗装については、他社のミニカーでは印刷で表現されるような細かなストライプや文字が、塗装によって表現されるものもある点が特徴的である。
モデル車両の塗装変更に合わせ、東京都交通局ではアイボリーホワイトとスカイブルーの「美濃部カラー」から緑ラインの「ナックルライン」塗装に変更され、神奈川中央交通では下部赤ラインの波形塗装が直線に変更されるなど、一部事業者のモデルではリニューアルも行われている。なお、東京都交通局の美濃部カラー、神奈川中央交通の波形塗装は、その後復刻版として再発された。
なお、全事業者のモデルで最新塗装に変更されているわけではなく、旧塗装のまま生産されているバス事業者も多数ある。中には京王電鉄バスのように「京王帝都電鉄」として旧社名・旧塗装での製造販売が継続されている事業者も存在する。また札幌市交通局のように廃止により現存しない事業者のバスも販売されている。

### ラインナップ

#### バスシリーズ（路線バス）
バス事業者名の表記は、パッケージなどの商品名の表記に準ずる。公営バスの場合は「自治体名（交通局）」と表記されるのが特徴。また「鉄道事業者名（バス）」という表記が多いのは、当時はバス事業が分社化されていなかったことを示す。
日本の代表的なバス事業者であるはとバスと国鉄バス（JRバス）から始め、東京都の事業者から順に南下し、九州・沖縄まで至ったところで北海道に戻り、東北・北陸地方の事業者までラインナップを展開している。製品に振られた番号を見ると、全国のバス事業者を網羅するという明確な企画により製品化されていることがわかる。
具体的なバス事業者の塗装を再現した最初期の製品であることを考えると、売れそうな都市部の大手事業者ばかり製品化するのではなく、この時代から全国を網羅していたというのは特筆に値する。トミーテックのバスコレクションが2013年に「全国バスコレクション」シリーズを開始して全国制覇を試みるわけだが、その何十年も昔から全国津々浦々のバスをミニカーとして製品化していたことになる。
No.100〜164 路線バス
- 100：はとバス - 観光仕様
- 101：日本国有鉄道→JRバス
- 102：東京空港交通（リムジン）- 路線仕様
- 103：東京都（交通局）- 美濃部カラー
- 104：西武バス
- 105：関東バス
- 106：京成電鉄（バス）
- 107：小田急バス
- 108：東武鉄道（バス）
- 109：京王帝都電鉄（バス）- 2代目旧塗装
- 110：京浜急行電鉄（バス）
- 111：国際興業（バス）
- 112：東京急行電鉄（バス）
- 113：横浜市（交通局）
- 114：神奈川中央交通 - 波型塗装、初代カナちゃん号、現行塗装
- 115：富士急行 - 路線仕様
- 116：川崎鶴見臨港バス - 銀バス塗装
- 117：川崎市（交通局）
- 118：相模鉄道（バス）
- 119：関東鉄道
- 120：茨城交通
- 121：関東自動車
- 122：静岡鉄道（バス）
- 123：遠州鉄道
- 124：名古屋市（交通局） - 現行塗装
- 125：名古屋鉄道（バス）
- 126：名古屋市（交通局）（B）- 旧塗装
- 127：名古屋市（交通局）（C）- 旧々塗装
- 128：三重交通‐路線仕様
- 129：京阪バス
- 130：京都市（交通局）
- 131：近畿日本鉄道（バス）
- 132：阪急バス
- 133：大阪空港交通
- 134：南海電気鉄道（バス）
- 135：大阪市（交通局）
- 136：神姫バス
- 137：神戸市（交通局）
- 138：広島電鉄
- 139：防長交通
- 140：サンデン交通
- 141：伊予鉄道
- 142：宮崎交通
- 143：西日本鉄道
- 144：九州産業交通
- 145：琉球バス
- 146：北海道中央バス
- 147：札幌市（交通局）- 旧塗装
- 148：岩手交通
- 149：弘南バス
- 150：新潟交通 - 銀バス塗装（屋根の赤色なし）
- 151：福島交通 - 旧塗装
- 152：仙台市（交通局）
- 153：宮城交通 - 旧塗装
- 154：山形交通 - 旧々塗装
- 155：北陸鉄道 - 旧塗装
- 156：群馬サファリーバス
- 157：秋吉台サファリーバス
- 158：九州アフリカサファリーバス
- 159：富士サファリーバス
- 160：幼稚園バス
- 161：朝日自動車
- 162：琉球バス - ブルー塗装（復刻版）
- 163：琉球バス - オレンジ塗装
- 164：東武動物公園 園内バスホワイトタイガー
- 品番なし：東武動物公園 園内バスきりんホープ号

#### その他のシリーズ
- 観光バスシリーズ - No.201〜
- 二階建てバスシリーズ - No.1000〜1014
- くまモンのバスシリーズ - No.2000〜2002（白、青、桃色）

#### 特注品
- 立川バス特注品
  - 路線バス[8] - No.161の表記があるものも存在する
  - No.162：リラックマバス初代1号車 - 観光仕様
  - 観光バス - 旧塗装[8]
  - 高速バス - 小田急グループ塗装[8]
  - No.212：リラックマバス5号車（A）
- コトブキヤ特注品
  - ウドラバス - 緑（立川バス J770）[9][10]
  - ウドラバス2号車 - オレンジ（立川バス J776）[9][10]
- 神奈中商事特注品
  - 番号なし：神奈川中央交通
    - 現行塗装。通常品に比べ、細い帯など細部も精密な塗装になっている。
    - 本体価格700円。公式オンラインショップ「かなちゅうこだわり.com」では完売。

  - 番号なし：（限定）神奈中特定車
  - 通常品（No.114）も、旧塗装（波型塗装）→初代カナちゃん号（トップドア車）→現行塗装と、バリエーション3種がある。
- drug store's shop特注品
- 学校法人宮城明泉学園特注品 - スクールバス[9]
- 永大ハウス工業（仙台市）特注品 - 広告ラッピングバス[9]
- ハウジングZ（松戸市）特注品 - 広告ラッピングバス[2]
- 高速有鉛デラックス特注品 - 高速有鉛バス（2014年11月23日発売、200台限定）
- グリーンマックス特注品 - No.300：GMバス（2020年11月発売）

#### コラボバス
- DSA-1：薄桜鬼×SAMURAI CITY会津 - 会津若松地区限定販売
- DSA-2：この世界の片隅に - 広島地区限定販売
- DSA-3：とある魔術の禁書目録III×とある自治体の地域振興 - 立川市限定販売
- DSA-4：ソラとウミのアイダ - 広島地区限定販売

### 梱包と価格
鉄道シリーズと同様、取り扱い店舗は減少しているようである。かつては、国際興業バスなど電鉄系ではないバス事業者でも、沿線の鉄道駅売店で販売されていることが多かった。
梱包形態は、初期は紙箱・発泡スチロール製の中敷であったが、後に変更され、中敷がプラスチック製のブリスター整形のものとなった。
初期の梱包箱は、製品の写真とそのバスが走る地域を赤色で表記した日本地図が印刷された専用の梱包箱であったが、後にラインナップの記載された共通の梱包箱に、その製品の品番と商品名を記したラベルを貼付したものに変更されている。近年の生産品は箱ではなく、台紙にブリスターをはめ込んだ形態である。
価格は初期より国産品としては比較的低価格であり、バスシリーズ、観光バスシリーズは500円、二階建てバスシリーズは800円（共に税別）であったが、2018年現在はそれぞれ600円、900円である。

### バス事業者による販売
立川バスの「立川バスファン感謝イベント」では、全60種類のラインナップが販売され、20数年ぶりにイベント限定で絶版品のNo.145・琉球バス（ブルー塗装）も販売された。琉球バスは後に通常品・No.162として復活し、No.163としてオレンジ塗装も追加された。また2017年4月23日の「第8回立川バスファン感謝イベント」では、立川市の非公式ゆるキャラ「ウドラ」ラッピングバスも販売されている。
他のバス事業者でも取り扱いを開始したところがあり、イベントで自社カラー品を販売するなどのほか、東急バスでは2014年12月10日より自社通販サイト「TOKYU STYLE」で販売を開始した。
また、小田急電鉄の駅売店Odakyu SHOPでは、小田急バスのダイカスケールを販売している店舗もあったが、駅売店のセブン-イレブンへの転換に伴い取り扱いは終了した。